# Жрецтво Стародавнього Єгипту

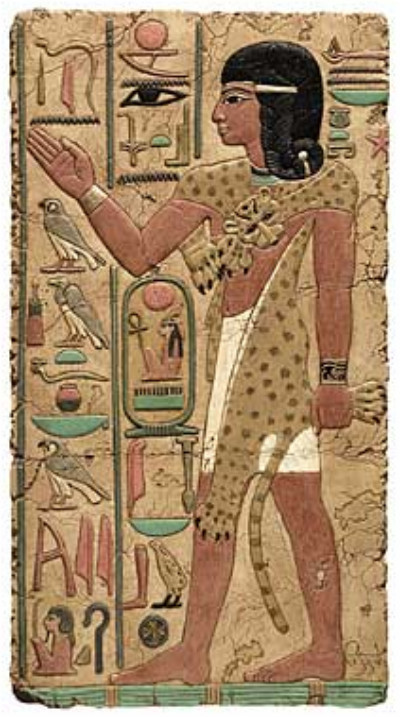
Молодий Сеті I в образі жерця Мая

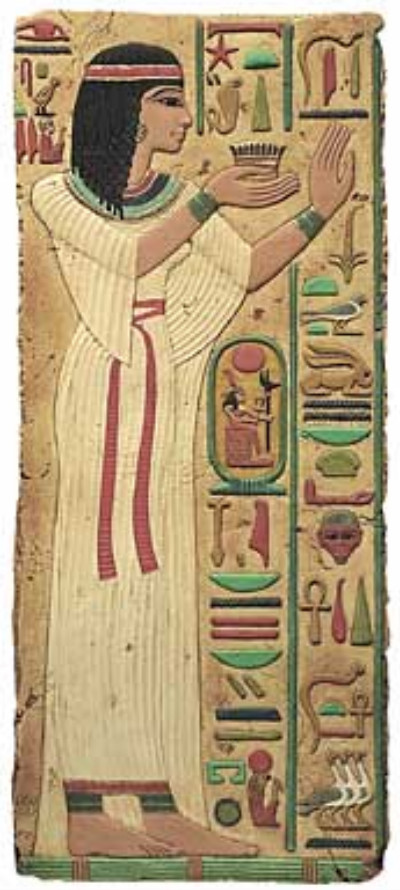
Нес-Амун, дочка Рамсеса Великого, в образі жриці

Жрецтво Стародавнього Єгипту — прошарок суспільства в Стародавньому Єгипті — виконувачі обов'язків релігійного культу. В столиці кожної провінції, ному, стояв її головний храм, де група жерців, які присвятили себе службі богам ному, здійснювала свої обряди. Єгипетські жерці здебільшого звалися «аб» (чистий), «хен нетер» (слуга бога, пророк, як розуміли греки).
Жрецтво Єгипту відігравало важливу роль у формуванні та процвітанні держави, розвитку духовного здоров'я нації, збереження історичних та культурних цінностей.

## Ієрархія жрецтва

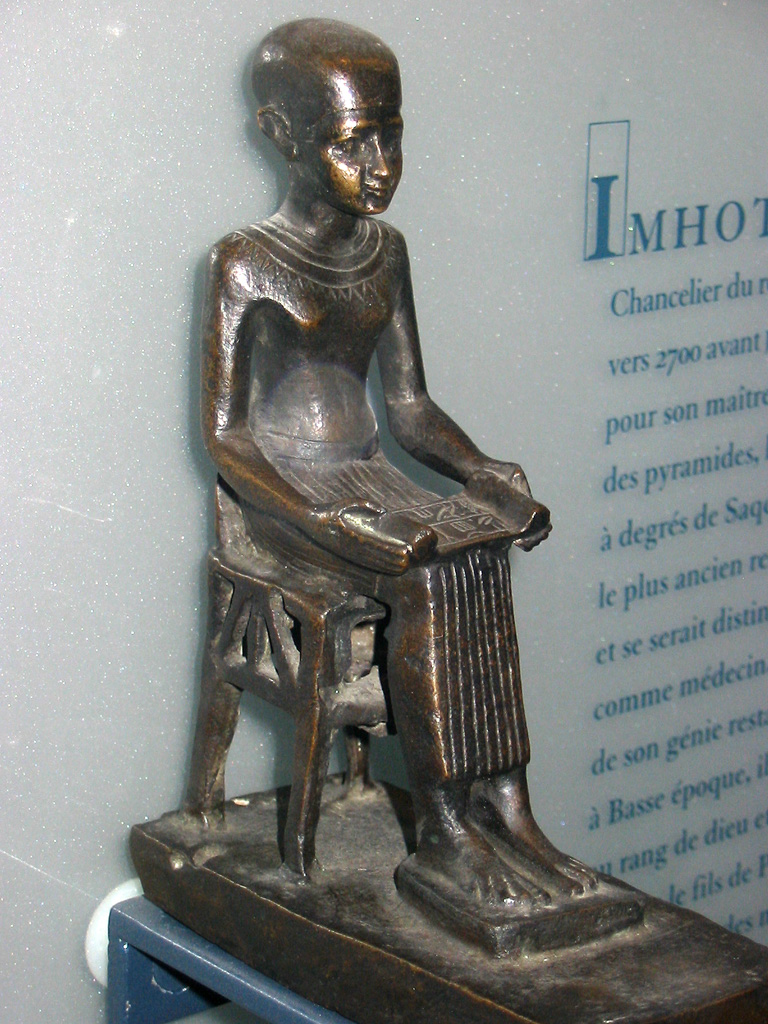
Жрець Імхотеп, будівельник піраміди Джосера

У Стародавньому Єгипті в кожному номі існували колегії жерців, які служили культу богів цього ному. Колегії мали різні погляди на богів-учасників пантеону, верховних богів. Фактично в кожному номі існувала своя релігія, що поділяла з іншими номами основні ідеї та імена божеств. Часом жерці були змушені робити поступки вірі народних мас і допускати культи богів, яким поклоняється народ, особливо через переселення єгиптян між провінціями.
При храмах служило зазвичай 5-10 жерців, крім них існували особи, котрі виконували жрецькі обов'язки на місцях. Окремі групи таких осіб виступали світськими адміністраторами. Навчання для отримання жрецького сану було серйозним і важким. Якщо судити з кар'єри верховного жерця Бакенхонса — епохи Рамсеса II, навчання починалося, коли майбутньому жерцеві було чотири роки, а закінчувалося до двадцяти років. Фараон чи його наближені сам міг бути жерцем при найвизначніших святинях, проте не отримував керівництва над усім жрецтвом.
Жерці вищих санів отримували титул Ур — «високий, піднесений». Наприклад, головний лікар-жрець в Саїсі носив титул Ур Сену; вищий жрець в Іунуназивався Ур Маа — «великий провидець»; вища жриця в Іуну мала ім'я Ур-т Текхент, а жриця в Бубастисі — Ур-т Ра.
Окремою групою жерців були служителі Пер Нетер — «служителі храму». Завідувачем майном храму був жрець Мер, в обов'язки якого входили: облік храмового майна, контроль за обробкою храмових полів, постачання продуктами, а також підготовка всього необхідного для храмової служби.
Особливу позицію займали жерці Кхер Хеб — вони виконували обов'язки храмових писарів і були хранителями священних книг. Вони відповідали за копіювання та збереження сувоїв храмової бібліотеки. Кхер Хеб також шанувалися як хранителі слів силиі їх правильної вимови.
Як зазначає Геродот, для стародавніх єгиптян важливу роль відігравала чистота — не тільки чистота душі, а й тіла. «Щоб служити богу, потрібно бути чистим» — говорили в часи фараонів. Згідно з традиціями всі служителі храму були зобов'язані здійснювати чотири омовіння на добу — вранці, опівдні, ввечері й опівночі. Жрець Аб — що перекладається як «чистий» відповідав за очищення храму. У період роботи в храмі він не міг бути одружений. Аб стежив за чистотою приміщень, одягу і своєчасною подачею в храм води. В обов'язки Аба так само входило окропляти водою тих, хто входить до храму.
Функції священика і проповідника виконував Хен Нетер — «слуга бога» або «пророк бога». Він проводив храмові служби й читав проповіді, нагадуючи вірянам про релігійні заповіді й божественні закони. У Хем Нетер громадяни Єгипту вчилися знанню божественного «Мекхі Нетер».
Крім жерців були мирські громадяни, роботу яких високо цінували жерці. Наприклад, Хем анкх «жерці живих» вирішували при храмі судові тяжби і давали життєві поради мирянам. Серед слуг жерців особливу роль займали Тхаі Шебет — «носії жезлів» і Ахаї-т — «носії сістрів», які були присутні на храмових службах. Окремим класом мирських служителів храму були Сау — «доглядачі», які виконували роль храмової охорони. Стоячи на посту, вони були зобов'язані читати священні тексти — таким чином храм охоронявся не тільки фізичною силою, а й духовно.
Особливу роль становили жерці Ур Хеку (жриці — Ур-т хека) — «володар священних сил». Вони були хранителями Божественної Сили, і мали змогу передавати її предметам — «освятити», а також допомогти хворим. Божественна Сила, яку вони отримували, називалася — Хека. Єгиптяни вірили, що Божественна Сила може бути не тільки творчою, вона може стати руйнівною, якщо люди прогнівили бога непослухом.

## Обрядовість
У давньоєгипетському храмі під час храмової молитви відбувався піснеспів, який називали Каї. Молитва у єгиптян називалася Кекх — «звертатися до бога», а роздуми про духовне називали Уаа — «радитися з серцем».
Єгиптяни дуже уважно ставилися до знамень, вважаючи, що через знамення і сновидіння певний бог передає людям свою волю. Тлумачем подій і небесних ознак був жрець Маа — «провидець». Він носив шкуру леопарда, чорні плями на якій символізували зірки. Свою роботу Маа починав з молитви. Слова жерця Маа записував писар Хері Сешета «літописець таїнств». Записи тлумачень зберігалися в бібліотеці храму. Найвідоміший жрець Маа — Імхотеп, будівельник ступінчастої піраміди Джосера. Він був головним провидцем і носив вищий титул Ур Маа. Його метою було правильно витлумачити минулі події, щоб зрозуміти волю бога, від якої залежало майбутнє. Єгиптяни боялися порушити божественну волю, бо вірили, що процвітання Єгипту і його народу полягає в тому, щоб бути відданими богам.
У Стародавньому Єгипті була популярна астрономія, яка перетиналася з астрологією, але «астрологія» того часу була не «віщунська», вона була аграрна і лікарська, вивчала вплив небесних тіл на самопочуття людей і природу. Астрологічні прогнози і гороскопи з'явилися в Єгипті лише в I столітті до н. е. Астрономами-спостерігачами були жерці Мер Уннут — розпорядники годин. А тлумачення руху небесних світил проводили жерці Амі Уннут — тлумачі годин. Їх діяльність була далека від сучасної астрології, жерцям потрібно було вибрати сприятливий час для посіву та збору врожаю, вони визначали точний час розливу Нілу. При складанні прогнозів використовувалися дані храмових бібліотек, в яких зберігалися докладні спостереження за астрономічними явищами минулих років. Геродот відзначав спостережливість єгиптян, які змогли виявити закономірності в природних явищах і навчилися на основі цього передбачати події.
Жерці чітко розмежували божественний містицизм, заснований на кропіткій праці, священних традиціях, молитві, служінні богу, — і чаклунство, яким займалися зацікавлені миряни або вигнанці-чаклуни. Обов'язок «нейтралізувати» дії чорних магів брав на себе жрець Аб Сехмет. Він виганяв чаклунські сили з будинків, місцевості й відновлював душевні сили людини.
Стародавні єгиптяни, як зазначив Геродот, були майстерними медиками і найбільш здоровим народом стародавнього світу. Однак медицина була для них не просто професією, а й священною наукою. Єгиптяни вважали, що одужання хворого залежить не тільки від лікарських умінь, але й від божественної волі. Тому цілителі стародавнього Єгипту були не тільки лікарями, а й жерцями, крім засобів лікування вони вивчали священні тексти.
Жоден Сену — жрець-лікар — не смів почати лікування хворого, не прочитавши молитву. Єгиптяни вірили, що зцілення — це воля бога, тому, одужавши, хворий був зобов'язаний віддати відповідному богові хвалу й принести в храм підношення. Стати лікарем у Давньому Єгипті іноді вдавалося і жінкам. Перша в історії жінка-лікар — Песечет практикувала в Мемфісі в III тисячолітті до н. е.